# امیل شوتار
امیل شوتار (فرانسوی: Émile Chautard‎؛ ۷ سپتامبر ۱۸۶۴ – ۲۴ آوریل ۱۹۳۴) یک هنرپیشه، کارگردان، و فیلم‌نامه‌نویس اهل فرانسه بود.

## فیلم‌شناسی
از فیلم‌ها یا برنامه‌های تلویزیونی که وی در آن نقش داشته است می‌توان به دام، سیر در عرش، مراکش، قطار سریع‌السیر شانگهای، زنده‌باد ویا! اشاره کرد.